# أولاد سيدي اعمارة (أولاد مراح)
أولاد سيدي اعمارة هو دُوَّار يقع بجماعة الغيات، إقليم آسفي، جهة مراكش آسفي في المملكة المغربية. ينتمي الدوّار لمشيخة أولاد مراح التي تضم 12 دوار. يقدر عدد سكانه بـ 248 نسمة حسب الإحصاء الرسمي للسكان والسكنى لسنة 2004.

## روابط خارجية
- البوابة الوطنية للجماعات الترابية
- المندوبية السامية للتخطيط